# Raradah
Raradah (nep. राराताल, trl. Rārātāl, ang. Rara Lake) – największe  i najgłębsze jezioro Nepalu; znajduje się w Parku Narodowym Rara, w Himalajach, na granicy dystryktów Jumla i Mugu. Jezioro ma 10,8 km² powierzchni i 167 m głębokości. Położone jest na wysokości 2990 m n.p.m. Zalicza się je do jezior oligotroficznych. W 2007 roku jezioro wraz z przyległymi terenami zostało objęte ochroną w ramach konwencji ramsarskiej. Z jeziora wypływa rzeka Nijar, zasilająca rzekę Karnali, jeden z głównych dopływów Gangesu.

## Fauna
Okolice jeziora Raradah są zamieszkane przez 214 gatunków ptaków (według innych źródeł 235). Wśród nich znaleźć można gatunki zagrożone wyginięciem, między innymi bażanta himalajskiego (Catreus wallichii) i bekasa himalajskiego (Gallinago nemoricola). Ponadto nad jeziorem żyją kazarki rdzawe (Tadorna ferruginea), łyski zwyczajne (Fulica atra), słonki zwyczajne (Scolopax rusticola), pluszcze ciemne (Cinclus pallasii), perkozki zwyczajne (Tachybaptus ruficollis), perkozy dwuczube (Podiceps cristatus), perkozy zauszniki (Podiceps nigricollis) oraz zimorodki zwyczajne (Alcedo atthis).
W okolicach jeziora występuje również wiele gatunków ssaków, w tym pandka ruda (Ailurus fulgens), niedźwiedź himalajski (Ursus thibetanus), kuna żółtogardła (martes flavigula) i makak królewski (Macaca mulatta). Jezioro Raradah jest także domem dla endemicznego gatunku żaby – Nanorana rarica. W jeziorze żyją też trzy endemiczne gatunki ryb z rodzaju Schizothorax: Schizothorax macrophthalmus, Schizothorax nepalensis i Schizothorax raraensis.

## Zagrożenia
Jezioro Raradah jest zagrożone skażeniem zanieczyszczeniami związanymi z funkcjonowaniem personelu wojskowego i rozwojem turystyki oraz z nieuregulowanym przepisami pozyskiwaniem drewna opałowego, szczególnie podczas obchodów lokalnych świąt.